# Thelcticopis insularis
Thelcticopis insularis är en spindelart som först beskrevs av Karsch 1881.  Thelcticopis insularis ingår i släktet Thelcticopis och familjen jättekrabbspindlar. Inga underarter finns listade i Catalogue of Life.